# Кіузбая
Кіузбая (рум. Chiuzbaia) — село у повіті Марамуреш в Румунії. Адміністративно підпорядковане місту Бая-Спріє.
Село розташоване на відстані 407 км на північний захід від Бухареста, 8 км на північний схід від Бая-Маре, 102 км на північ від Клуж-Напоки.

## Населення
За даними перепису населення 2002 року у селі проживали 710 осіб, з них 708 осіб (99,7%) румунів. Рідною мовою 709 осіб (99,9%) назвали румунську.